# Pterosis wisei
Pterosis wisei är en tvåvingeart som beskrevs av James E. Sublette och Wirth 1980. Pterosis wisei ingår i släktet Pterosis och familjen fjädermyggor. Inga underarter finns listade i Catalogue of Life.